# Ахтырченко, Михаил Иванович
Михаи́л Ива́нович Ахтырченко (29 октября 1918, Пархомовка, Харьковская губерния — 5 июня 1996, Киев) — участник Великой Отечественной войны, механик-водитель танка Т-34 288-го танкового батальона 52-й гвардейской танковой бригады 6-го гвардейского танкового корпуса 3-й гвардейской танковой армии 1-го Украинского фронта, гвардии старший сержант.
Герой Советского Союза (10.01.1944), младший лейтенант.

## Биография
Родился 29 октября 1918 года в селе Пархомовка (ныне Краснокутского района Харьковской области Украины) в семье крестьянина. Украинец. Воспитывался в детской трудовой коммуне имени М. Скрыпника в городе Ахтырка Сумской области Украины, где и получил свою фамилию. В 1934 году окончил 7 классов, а в 1938 году — техникум механизации сельского хозяйства в городе Ахтырка. Работал сменным электриком на Пархомовском сахарном заводе. Принимал активное участие в общественной жизни завода, был организатором физкультурной работы.
В Красной армии с 1939 года. Проходил службу в танковых частях на западной границе.
Участник Великой Отечественной войны с июня 1941 года. Принимал участие в оборонительных боях под Шауляем, Новгородом. В бою за реку Волхов был тяжело ранен.
В июне 1942 года после 11 месяцев нахождения в госпитале, многочисленных просьб и рапортов медицинская комиссия разрешила вернуться на фронт. Летом 1943 года принимал участие в Курской битве.
Механик-водитель танка Т-34 288-го танкового батальона 52-й гвардейской танковой бригады (6-й гвардейский танковый корпус, 3-я гвардейская танковая армия, 1-й Украинский фронт) комсомолец гвардии старший сержант Михаил Ахтырченко отличился в октябре 1943 года в боях при расширении плацдарма на правом берегу Днепра.
В районе села Григоровки Каневского района Черкасской области Украины ведомый им танк гусеницами раздавил вражеское орудие.
В районе хутора Первомайский танк был подбит, но Михаил Ахтырченко быстро отремонтировал его и уничтожил ещё одно орудие.
В бою в районе Святошино (ныне в черте Киева) экипаж танка уничтожил 2 автомашины и до 40 повозок противника и в числе первых в батальоне вышел на шоссе Киев — Житомир, отрезав врагу пути отхода.
Указом Президиума Верховного Совета СССР «О присвоении звания Героя Советского Союза генералам, офицерскому, сержантскому и рядовому составу Красной Армии» от 10 января 1944 года за «образцовое выполнение боевых заданий командования на фронте борьбы с немецко-фашистскими захватчиками и проявленные при этом отвагу и геройство» удостоен звания Героя Советского Союза с вручением ордена Ленина и медали «Золотая Звезда» (№ 2124).
Награды лично вручал командующий 3-й гвардейской танковой армией, генерал-лейтенант бронетанковых войск Павел Семёнович Рыбалко.
Затем принимал участие в освобождении Киева, Тернополя, Проскурова, Перемышля, Львова. Войну окончил в столице Чехословакии — городе Праге.
За годы войны в боях с немецко-фашистскими захватчиками был несколько раз ранен, в том числе тяжело. Сражался на Северо-Западном, Воронежском и 1-м Украинском фронтах.
В 1945 году окончил Киевское училище самоходной артиллерии. С октября 1945 года младший лейтенант М. И. Ахтырченко — в запасе.
Жил в столице Украины — Киеве. Работал сначала мастером, а затем — механиком картонного цеха на фабрике технических бумаг. Внёс немало рационализаторских предложений, направленных на повышение производительности труда. Принимал активное участие в общественной работе, воспитании молодёжи. Неоднократно избирался депутатом Дарницкого районного и Киевского городского Советов депутатов трудящихся, членом заводского комитета профсоюзов. Возглавлял заводскую организацию ДОСААФ. 
Скончался 5 июня 1996 года.

## Награды
- Медаль «Золотая Звезда» Героя Советского Союза (№ 2124)
- Орден Ленина
- Орден Трудового Красного Знамени
- Орден Отечественной войны I степени
- Орден Отечественной войны II степени
- Орден Красной Звезды
- Медали, в том числе:
  - Медаль «За победу над Германией в Великой Отечественной войне 1941—1945 гг.»
  - Юбилейная медаль «Двадцать лет Победы в Великой Отечественной войне 1941—1945 гг.»
  - Юбилейная медаль «Тридцать лет Победы в Великой Отечественной войне 1941—1945 гг.»
  - Юбилейная медаль «Сорок лет Победы в Великой Отечественной войне 1941—1945 гг.»

## Память

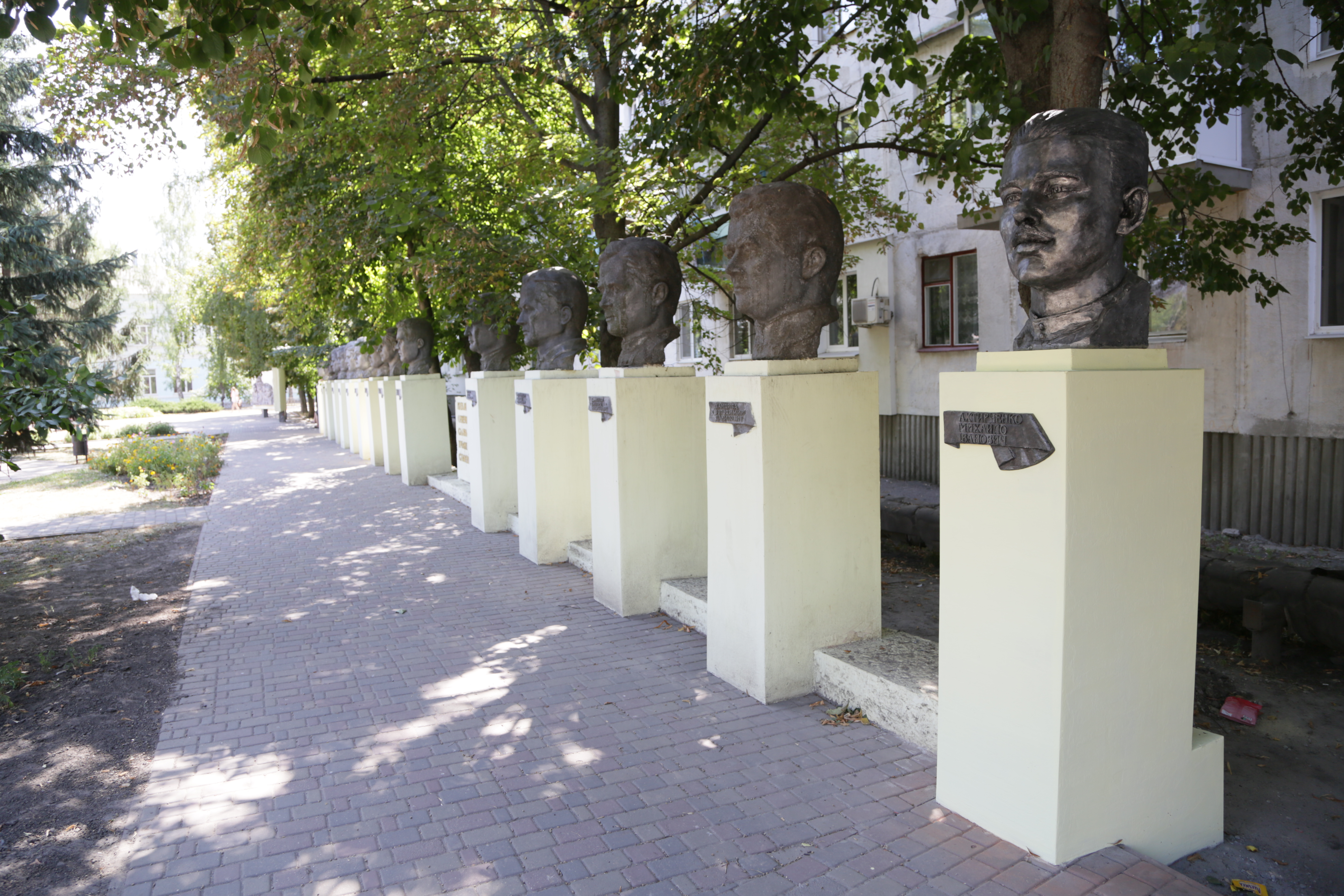
Бюст М.И. Ахтырченко на Аллее Славы в Ахтырка

- Бюст М.И. Ахтырченко на Аллее Славы в АхтыркаВ музее истории Ахтырского колледжа Сумского национального аграрного университета размещён портрет Героя.
- В Ахтырка на Аллее Славы 23 августа 2018 года установили бюст М.И. Ахтырченко